# Alvin (Texas)

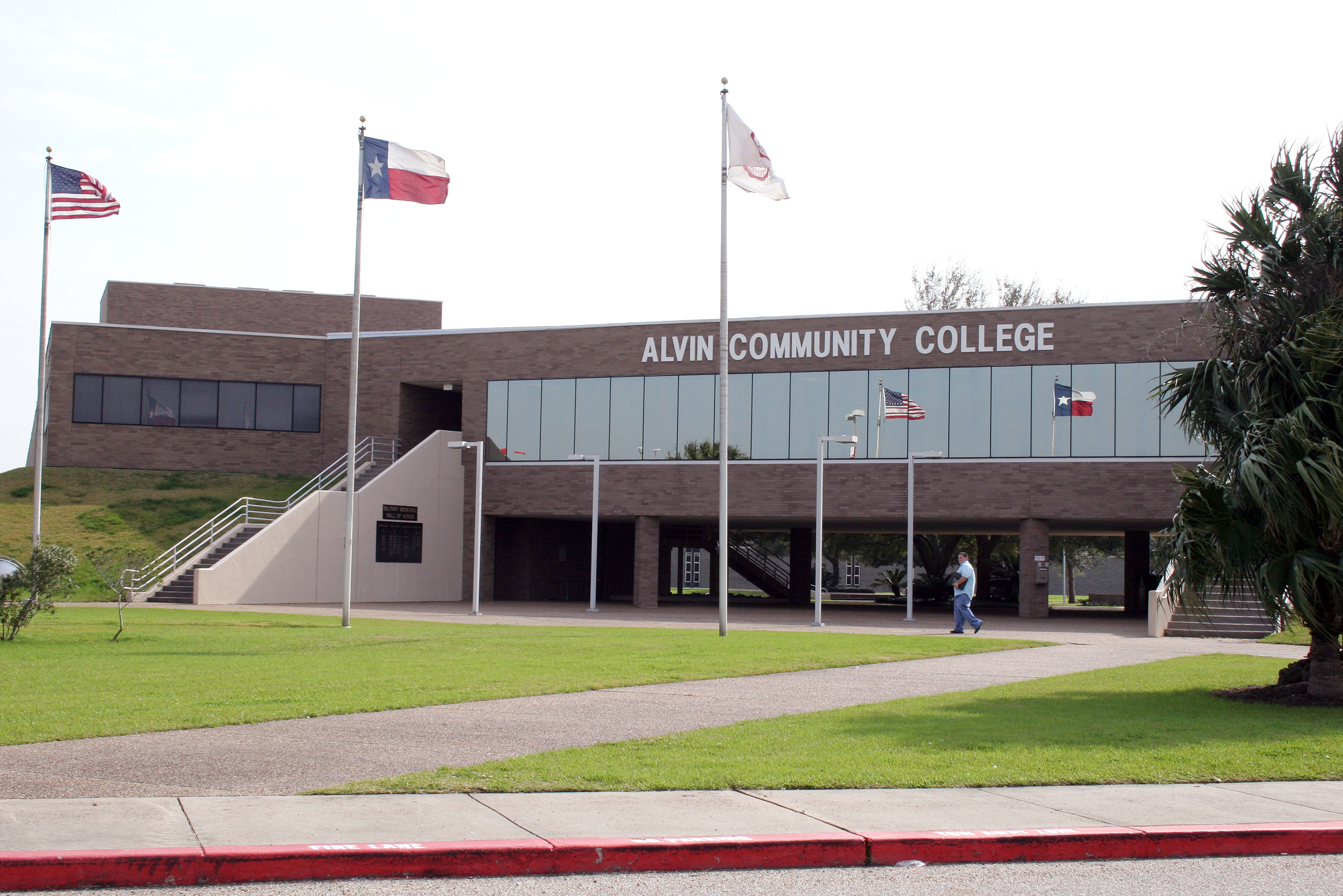
Collège communautaire Alvin

Pour les articles homonymes, voir Alvin.
Alvin est une ville américaine située dans le comté de Brazoria, dans l’État du Texas. Sa population s’élevait à 24 236 habitants lors du recensement de 2010.

## Source
- (en) Cet article est partiellement ou en totalité issu de l’article de Wikipédia en anglais intitulé « Alvin, Texas » (voir la liste des auteurs).